# Kreinitz
Kreinitz è una frazione del comune tedesco di Zeithain.

## Amministrazione
La frazione di Kreinitz viene amministrata da un consiglio di frazione (Ortschaftsrat) di 4 membri e da un presidente di frazione (Ortsvorsteher).